# Wilhelminamonument (Zeist)
Het Wilhelminamonument is een monument gewijd aan koningin Wilhelmina, in het Zeister Wilhelminapark. Dit park was in 1881, in gemengde landschapsstijl, naar een ontwerp van tuinarchitect Henry Copijn, aangelegd en had aanvankelijk de naam Zeisterpark.

## Geschiedenis
Het beeld werd gemaakt ter gelegenheid van de inhuldiging van de vorstin in 1898 en wel op initiatief van de Vereeniging tot Verfraaiing van de Gemeente Zeist en tot bevordering van het Vreemdelingenverkeer in samenspraak met het Zeistenaarse inhuldigingscomité onder voorzitterschap van jhr. mr. G.C.D. Huydecoper. Het ontwerp van het gehele monument is van de hand van de Amsterdamse architect Paul J. de Jongh. Het monument - in de stijl van de art nouveau bestaat uit een obelisk op een bredere sokkel met plantenbakken aan weerszijden. Deze bakken zijn rijkversierd met acantusbladmotieven en andere ornamentele elementen die typerend zijn voor de art nouveau. Aan weerszijden van de obelisk zijn de wapenschilden van Nassau en Oranje aangebracht. Op de obelisk is een rijkskroon aangebracht. Op de sokkel valt te lezen: HULDE AAN KONINGIN WILHELMINA.